# Slaget ved Rastarkalv
Slaget ved Rastarkalv var et slag, der foregik i 955 på den sydlige del af øen Frei i det nuværende Kristiansund kommune i Møre og Romsdal, Norge.
Dette var et af adskillige slag, der blev udkæmpet mellem kong Håkon den Gode og Erik Blodøkses sønner. Efter deres fars død, blev Harald Gråfeld og hans brødre allieret med kong Harald Blåtand af Danmark mod kong Håkon. For at kunne blive advaret i god tid havde Håkon opført en række varder med et bål, der kunne blive tændt, hvis en fjendtlig flåde nærmede sig. Derfor blev kongen først alarmeret af sine budbringere i Nordmøre fra Stadlandet. Håkon formåede at snyde Eriks sønner til at tro, at de var i overtal. Danernes flygtede, men da de kom ned til stranden opdagede de, at deres skibe var blevet skubbet ud i havet, så de ikke kunne komme ombord i dem. Håkon fik en sejr, og de danske tropper blev dræbt af Håkons tropper.
Egil Ullserk, der var blandt Håkons ledere, døde i slaget. Gamle Eirikssen, der var en af Erik Blodøkses sønner, døde også i slaget. Håkon begravede Ullserk i et skib sammen med de af hans folk, der var døde i slaget. I 1955 (1000-års jubilæet for slaget) besøgte kong Håkon 7. af Norge området for at mindes slaget. Der er rejst et stenmonument nær Frei Kirke i Nedre Frei, som består af en obeliskmindesmærke for Egil Ullserk og hans mænd, der døde under slaget ved Rastarkalv.